# 泗纶镇
泗纶镇，是中华人民共和国广东省云浮市罗定市下辖的一个乡镇级行政单位。

## 行政区划
泗纶镇下辖以下地区：
泗纶社区、新城村、鸭脚村、连城村、山栗村、胜乐村、双龙村、分会村、杨绿村、泗安村、荣安村、黄丽村、高和村、沙底村、铁陆村、泗荣村、双坝村、泗联村、松南村、青桐村、南山村、升平村、和平村、都门村、明镜村、和合村、新和村和双德村。

## 特产
泗伦蒸笼：中国地理标志产品。